# Присојница
Присојница (мкд. Присојница) је насељено место у Северној Македонији, у западном делу државе. Присојница припада општини Маврово и Ростуша.

## Географија
Насеље Присојница је смештено у западном делу Северне Македоније. Од најближег већег града, Дебра, насеље је удаљено 17 km североисточно.
Присојница се налази у доњем делу историјске области Река. Насеље је положено високо, на источним висовима планине Дешат, док се даље ка истоку тло стрмо спушта у уску долину реке Радике. Надморска висина насеља је приближно 880 метара.
Клима у насељу је планинска.

## Становништво
По попису становништва из 2002. године Присојница је имала 315 становника.
Претежно становништво у насељу су етнички Македонци (74%), а у мањини су Турци (21%). Заправо, целокупно становништво је торбешко.
Већинска вероисповест у насељу је ислам.